# Бойер, Фил
Филипп Джон Бойер (англ. Philip John Boyer; род. 25 января 1949, Ноттингем, Англия) — английский футболист, нападающий.

## Карьера

### Клубная карьера
Во взрослом футболе дебютировал в 1967 году в клубе «Дерби Каунти», но так и не сыграл ни одного матча.
На протяжении 1968—1970 годов выступал за клуб «Йорк Сити». Затем в течение двух сезонов играл за «Борнмут», а в начале 1974 года перешёл в команду «Норвич Сити».
В 1977 году заключил контракт «Саутгемптоном», где сразу стал игроком основного состава и в первом же сезоне забил рекордные в своей карьере 17 голов.
В начале 1981 года перешёл в «Манчестер Сити», где использовался как игрок резерва.
Завершил карьеру футболиста в 1983 году.

### Карьера в сборной
В 1976 году Бойер провёл свой единственный матч в составе национальной сборной Англии против сборной Уэльса.